# ナタリア・ドブルインスカ
ナタリア・ドブルインスカ（ウクライナ語: Наталя Добринська、Nataliya Dobrynska、1982年5月29日 - ）は、ウクライナの陸上競技選手。専門は七種競技、五種競技。北京オリンピック女子七種競技金メダリスト。2003-2005年ウクライナ室内選手権五種競技優勝者。ヴィーンヌィツャ州Yakushyntsi出身。身長182cm、体重75kg。
2004年アテネオリンピック七種競技では6255点で8位、2006年イェーテボリで開催されたヨーロッパ陸上競技選手権大会七種競技では6位の成績を残した。2004年世界室内陸上競技選手権大会五種競技では2位となった。ヨーロッパ室内陸上競技選手権大会五種競技では2005年3位、2007年5位の成績を残している。
2008年北京オリンピック七種競技では同じウクライナ代表のリュドミラ・ブロンスカに33点差をつける6733点の成績で優勝、金メダルを獲得した。後にブロンスカはドーピングにより失格となったため、アメリカ合衆国のハイレアス・ファウンテンが銀メダルを獲得している。
その他、世界陸上競技選手権大会では2005年ヘルシンキ大会七種競技9位、2007年大阪大会七種競技8位、2009年ベルリン大会七種競技4位の成績を残した。また2008年度には女子七種競技の世界ランキング1位に輝いた。